# Wilhelm III. (Angoulême)
Wilhelm III. Tallerand (Willelmus Talerandus; † 6. August 962) war ein Graf von Périgord und Angoulême aus dem Haus Taillefer. Er war ein Sohn des Grafen Bernard von Périgord-Angoulême und dessen erster Frau Bertha.
Er folgte zu einem unbekannten Datum seinem Bruder Arnaud I. Barnabé (Arnaldus Borracio) als Graf des Périgord und von Angoulême nach. Sein Sterbedatum ist in den Annales Engolismenses verzeichnet. Weil er keine Kinder hatte folgte ihm sein Halbbruder Ranulf Bompar (Rannulfus Bomparius) nach.